# Villa Salina Malpighi
Villa Salina Malpighi è una dimora storica situata a Castel Maggiore, in località Ronco di Corticella. Non è da confondere con Villa Salina, a San Lazzaro di Savena.

## Storia
Marcello Malpighi acquistò una casa rurale nel 1682, dove era solito trascorrere le vacanze. Alla morte del proprietario, nel 1694, la villa divenne proprietà della famiglia Simoni, successivamente del conte Seghizzi Gambalunga e del conte marchese Marc’Antonio Hercolani, che nel 1762 la vendette a Giovanni Antonio Salina. Grandi lavori, che portarono alla struttura attuale, furono fatti attorno al 1782 a cura del Cavalier Luigi Salina. Dalla famiglia Salina la proprietà è passata alla Regione Emilia-Romagna, che l’ha utilizzata come sede di rappresentanza e per ospitare convegni, studi e corsi professionali.
Utilizzata da qualche anno dal Comune di Castel Maggiore, specialmente in virtù del bellissimo parco, dal 2016 è sede del Festival CondiMenti e di altre iniziative culturali. Da dicembre 2019, attraverso una convenzione, la Villa è passata sotto la gestione diretta del Comune.

## Descrizione
Notevole il soffitto dipinto a tempera, nella loggia d’ingresso a piano terra. Tuttora esistente una cucina della Villa, situata nella parte destra della facciata.